# مسجد شبستان
مسجد شبستان مربوط به دوره قاجار است و در شهرستان اراک، بخش مرکزی، شهر سنجان، محله علیا واقع شده و این اثر در تاریخ ۲۰ اردیبهشت ۱۳۸۶ با شمارهٔ ثبت ۱۹۰۵۸ به‌عنوان یکی از آثار ملی ایران به ثبت رسیده است.